# Słuchacz
Słuchacz est une localité polonaise de la gmina rurale de Smętowo Graniczne située dans le powiat de Starogard en voïvodie de Poméranie. Elle se trouve à environ 27 kilomètres au sud de Starogard Gdański et 70 km au sud de la capitale régionale Gdańsk.

## Géographie

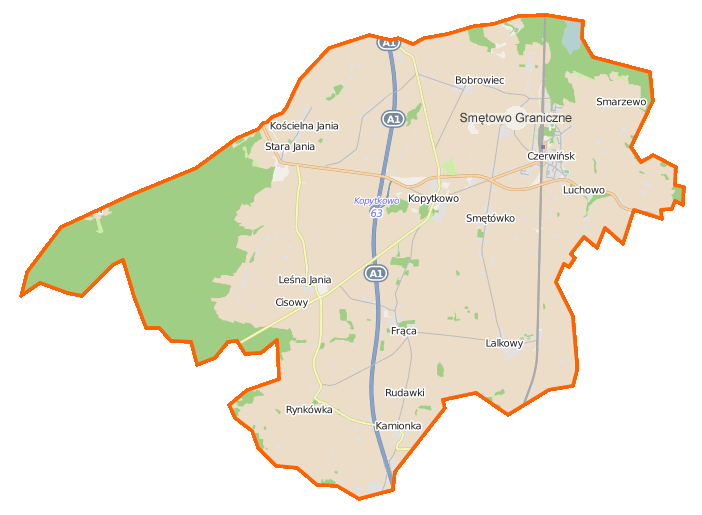
Carte de la gmina de Smętowo Graniczne.